# انتخابات ریاست‌جمهوری اتریش (۲۰۱۶)
انتخابات ریاست جمهوری اتریش در سال ۲۰۱۶ در دو دور و در تاریخ‌های ۲۴ آوریل و ۲۲ مه ۲۰۱۶ برگزار شد. رئیس جمهور اتریش به طور مستقیم با رای همگانی مردم برای یک دوره شش ساله انتخاب می‌شود. در فرایند انتخابات اگر هیچ نامزدی حائز بیش از ۵۰ درصد آرا نشود، انتخابات به دور دوم کشیده می‌شود که در آن دو نفر از نامزدهایی که بیشترین آرا را در دور اول به دست آورده باشند، به رقابت خواهند پرداخت.
قانون اساسی اتریش، به رئیس جمهور این کشور قدرت انتصاب رئیس و وزرای کابینه فدرال، قضات دیوان عالی کشور، افسران نظامی را اعطا کرده است.
هاینتس فیشر رئیس جمهور وقت اتریش برای دو دوره به عنوان رئیس‌جمهور خدمت کرده بود و واجد شرایط برای انتخاب مجدد نبود. در دور اول انتخابات، نوربرت هوفر از حزب آزادی اتریش بیشترین آرا را دریافت کرد و الکساندر فن در بلن عضو سبزها و فعال سیاسی مستقل در جایگاه دوم قرار گرفت. از آنجا که هیچ نامزدی حائز بیش از ۵۰٪ آرا نشدند، انتخابات به دور دوم کشیده شد. این اولین بار پس از جنگ جهانی دوم بود که رئیس جمهور آینده اتریش، از سوی یکی از احزاب مردم یا سوسیال دموکرات حمایت نمی‌شد.

در دور دوم انتخابات که در ۲۲ مه ۲۰۱۶ برگزار شد الکساندر فن در بلن با اختلافی اندک نوربرت هوفر، نماینده حزب آزادی را شکست داد.
در تاریخ اول ژوئیه ۲۰۱۶، دادگاه قانون اساسی اتریش نتایج دور دوم انتخابات را ابطال کرد، و رای به برگزاری مجدد دور دوم انتخابات داد.

## مراحل انتخابات
انتخابات ریاست جمهوری اتریش در دو مرحله انجام شد و با توجه به ابطال دور دوم و تعویق برگزاری مجدد دور دوم، نامزدهای نهایی انتخابات عملاً چهار بار با هم به رقابت انتخاباتی پرداختند.

### دور اول انتخابات
دور اول انتخابات در تاریخ ۲۴ آوریل سال ۲۰۱۶ برگزار شد.

### دور دوم انتخابات
دور دوم انتخابات در ابتدا در تاریخ ۲۲ مه ۲۰۱۶ برگزار شد و الکساندر فن در بلن با رای جزئی برندهٔ انتخابات شد.

#### ابطال دور دوم انتخابات
دادگاه عالی اتریش نتیجه انتخابات ریاست جمهوری را باطل کرد.

#### برنامه‌ریزی برگزاری دور دوم در دوم اکتبر ۲۰۱۶ و تعویق آن
بنابر اعلام عمومی قرار بر این بود که برگزاری مجدد دور دوم انتخابات در روز دوم اکتبر سال ۲۰۱۶ انجام شود. اما به دلیل اختلاف در پاکت‌های برگه‌های رای پستی که از سوی حزب آزادی اتریش مطرح شد، انتخابات به تعویق افتاد.

#### برگزاری مجدد دور دوم انتخابات در چهارم دسامبر ۲۰۱۶
در روز چهارم دسامبر سال ۲۰۱۶ دور دوم انتخابات ریاست جمهوری اتریش مجدد برگزار شد و این بار الکساندر فن در بلن با پیروزی نسبتاً قاطع و با اختلاف حدود هفت درصد بر رقیب خود غلبه کرد.